# МБ Мивоавур
«МБ Мивоавур» (фар. Miðvágs Bóltfelag) — фарерский футбольный клуб, представляющий деревню Мивоавур. Основан 22 января 1905 года, в 1994—2004 не функционировал, с 2005 года выступает на нижних уровнях фарерского футбола. Цвета клуба - синий и белый. Лучшим достижением клуба является второе место в чемпионате Фарерских островов в сезоне-1943.

## История клуба

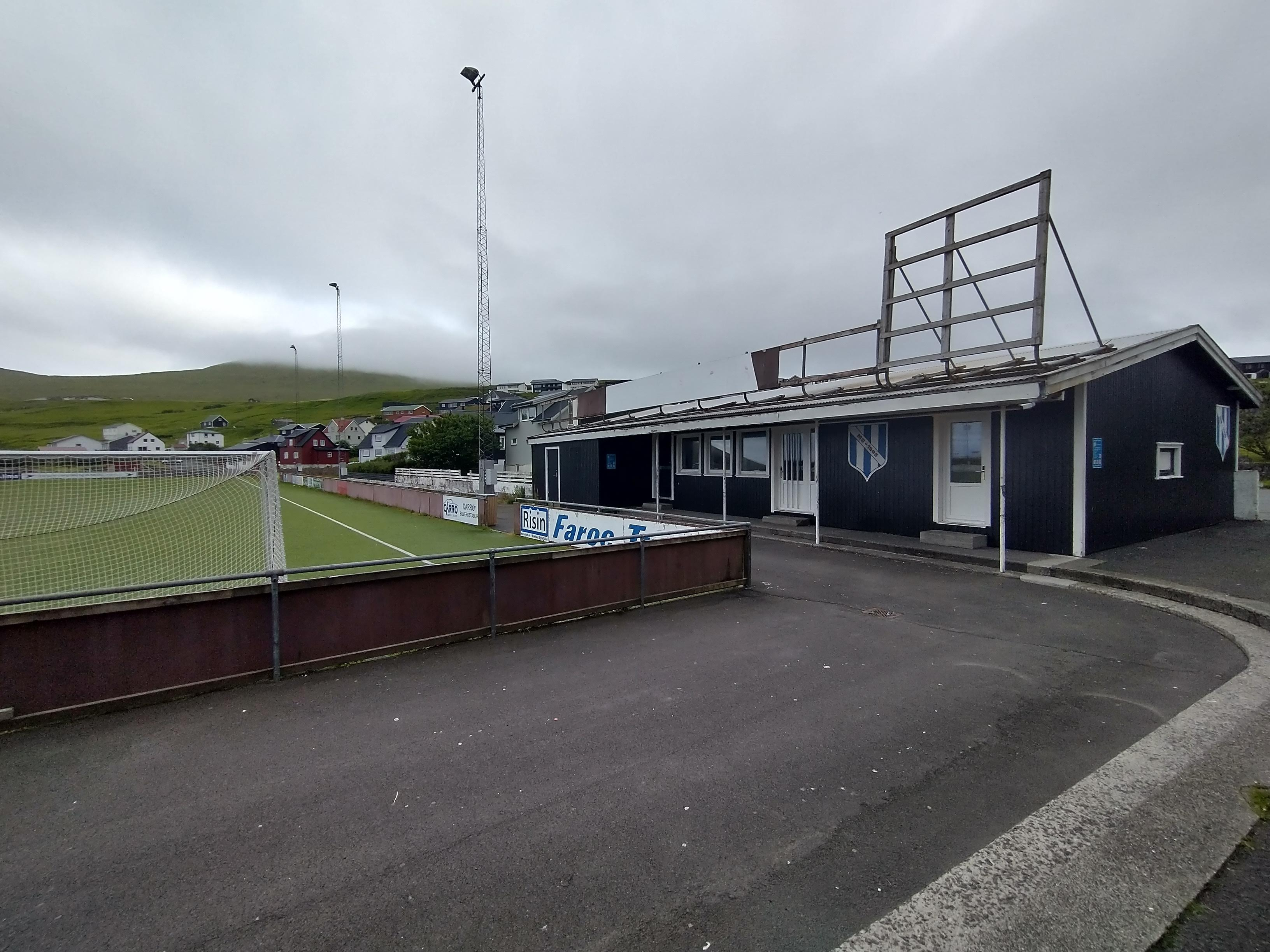
«МБ Арена»

«МБ» был основан 22 января 1905 года священником Карлом Йохансеном. Йохансен полюбил футбол во время обучения в Копенгагене, где он с успехом выступал за местный клуб «Фрем». Свой первый матч «МБ» провёл уже 2 июля того же года, обыграв коллектив из Сандура со счётом 2:1.
Мивоавурцы принимали участие в самом первом чемпионате Фарерских островов, который состоялся в 1942 году. На турнире, проходившем в формате плей-офф, команда дважды уступила «СИФ» из Сандавоавура и таким образом не смогла преодолеть первый раунд. В следующем сезоне клуб дошёл до финала фарерского первенства, где встретился с «ТБ» из Твёройри. Первая игра закончилась вничью, а вторую мивоавурцы проиграли с минимальным счётом. Второе место в чемпионате остаётся  «МБ» лучшим результатом в клубной истории.
В 1994 году «МБ» объединился с «СИФ» в «ФС Воар». Этот союз распался спустя 10 лет: в 2005 году «МБ» был заявлен в любительский третий дивизион и выиграл его. Мивоавурцы балансировали между вторым и третьем дивизионами фарерского футбола, лишь дважды приняв участие в первом — в сезонах 2009 и 2015 годов. Накануне сезона-2023 «МБ» вместе с другим клубом третьего дивизиона «Ройном» стали постоянными участниками полупрофессиональной фарерской лиги, получив повышение в классе и лишившись возможности вылета из второй лиги.

## Достижения
- Победитель первого дивизиона (3): 1977, 1982, 1989
- Победитель второго дивизиона (1): 2014
- Победитель третьего дивизиона (1): 2005

## Известные игроки
- Петур Айрикссон — нападающий, отыгравший в составе «МБ» свыше 50 матчей и дважды выигравший с клубом первый дивизион Фарерских островов. В 61-летнем возрасте он возобновил карьеру игрока, приняв участие в матче Кубка Фарерских островов 2020 и тем самым став самым возрастным игроком в истории не только «МБ», но и всего турнира[4].

- Родмунд Расмуссен — нападающий, воспитанник клуба. Большую часть карьеры провёл в «МБ» и «ФС», в 100-летний юбилей мивоавурцев в 2005 году был одним из ветеранов, внёсших вклад в возвращение команды в полупрофессиональный футбол[5].